# Giovanni Evangelisti
Pour les articles homonymes, voir Evangelisti.
Giovanni Evangelisti, (né le 11 septembre 1961, à Rimini) est un ancien athlète italien, spécialiste du saut en longueur.

## Biographie
Giovanni Evangelisti a détenu pendant plus de vingt ans le record d'Italie en 8,43 m, réalisé à San Giovanni Valdarno en 1987 (record battu par Andrew Howe à Osaka 2007 en 8,47 m).
Il a remporté le bronze aux Jeux olympiques de Los Angeles, en 1984, le bronze aux Championnats d'Europe d'athlétisme 1986 à Stuttgart, ainsi que trois autres médailles de bronze en salle. Il a été le premier Italien à dépasser les 8 mètres.
Bien malgré lui, il a été au centre de l'« affaire Evangelisti » : lors du dernier saut en finale des Championnats du monde d'athlétisme 1987, à Rome, il remporte dans un premier temps le bronze, en améliorant son précédent saut. Mais ce dernier saut, comme le prouvèrent ensuite les images télévisées, avait été mesuré en excès, sans doute volontairement, de façon à lui faire obtenir un meilleur résultat. Le président de l'IAAF était alors Primo Nebiolo, un ancien sauteur en longueur italien. Aucune charge n'a été retenue contre lui, n'ayant pas été informé de cette manipulation, mais après y avoir de lui-même renoncé, la médaille lui a été retirée par la suite et attribué au véritable 3e par l'IAAF.